# Машкевич Стефан Володимирович
Машке́вич Сте́фан Володи́мирович (нар. 15 серпня 1971 року, Київ) — український та американський фізик, історик та письменник, доктор фізико-математичних наук (2005), доктор історичних наук (2021).

## Життєпис
Народився 15 серпня 1971 року в місті Києві у сім'ї вчених Володимира Стефановича Машкевича (1930—2016) та Людмили Петрівни Годенко (нар. 1947). Вчився у загальноосвітній середній школі № 21, а потім перейшов до фізико-математичної школи № 145. По завершенні школи поступив на фізичний факультет Київського національного університету імені Тараса Шевченка, аспірантура — в Інституті теоретичної фізики імені М. М. Боголюбова НАН України. 
1993 року захистив кандидатську дисертацію на тему «Питання квантової та статистичної механіки еніонів». Вже за два роки працював у Франції, а протягом 1995–1996 років працював науковим співробітником Центру передових досліджень в Осло (Норвегія). Після того повернувся до Києва працювати в Інституті теоретичної фізики імені М. М. Боголюбова НАН України, а 1998 року з батьками переїхав до міста Нью-Йорк.
З 2001 року почав досліджувати історію транспорту Києва, написав історичний нарис «Памяти киевских трамваев». 2004 року вийшла його книга «Трамвайные копейки», потім були публікації у збірниках, газетах «Зеркало недели», «Киевский телеграф» тощо.
2005 року Стефан Машкевич захистив дисертацію доктора фізико-математичних наук на тему «Квантова та статистична механіка систем із дробовою статистикою».
2021 року Стефан Машкевич захистив другу докторську дисертацію, цього разу доктора історичних наук.
Працює старшим науковим співробітником фірми «Schrödinger» (Нью-Йорк), за сумісництвом на громадських засадах — провідним науковим співробітником Інституту теоретичної фізики імені М. М. Боголюбова НАН України (Київ). Володіє українською, російською, англійською, італійською та французькою мовами.

## Творчий доробок
Стефан Машкевич написав декілька десятків наукових робіт з фізики та фізичної хімії. Серед них: «Основания статистической термодинамики: индетерминистско-динамический подход», «Демон Максвелла, диспетчер и тепловые машины», «Точные решения задачи многих энионов» тощо.
Також написав низку книг як дослідник історії Києва: «Трамвайные копейки» (2004), «Київський тролейбус — Kiev Trolleybus» (2009, співавтор — Кость Козлов), «Два дня из истории Киева» (2010), «Улицы Киева. Ретропутешествие» (2015, 2018, 2-ге вид.), наукову монографію «Історія приміських трамвайних ліній Києва» (2018), історичне дослідження «Киев 1917–1920. Т. 1. Прощание с империей (март 1917 — январь 1918)», статті з історії київського транспорту, тощо.
Брав участь у циклі передач «Історії міста» на телеканалі «Київ».
Пише вірші англійською та російською.

## Погляди
Цікавиться становищем російської мови в Україні. У 2022 році на своїй сторінці у соціальній мережі Фейсбук неодноразово висловлювався проти вилучення з топоніміки Києва згадок про Михайла Булгакова, зокрема демонтажу меморіальної дошки російському письменнику з фасаду КНУ імені Тараса Шевченка та ініціативи Національної спілки письменників України закрити музей на Андріївському узвозі.
Критикував рішення Київради накласти мораторій на публічне використання російськомовного культурного продукту на території міста Києва від 13 липня 2023 року: «В цивілізованій країні, якби депутати міського законодавчого зібрання так цинічно надругалися над Конституцією своєї країни, то день ухвалення цих рішень став би останнім днем роботи цього зібрання. Але…».

## Публікації

### Книги
- Два дня из истории Киева, 30–31 августа 1919 г. — К. : Варто, 2010. — 159 с., фот. — ISBN 978-966-2321-10-4.
- Київський тролейбус / К. П. Козлов, С. В. Машкевич. — К. : Кий, 2009. — 608 с., фотогр., рис., табл. — Альтернативна назва: Kiev trolleybus / Kozlov, K., Mashkevich, S. — ISBN 978-966-8825-58-3. (укр.)(англ.)
- Трамвайные копейки: историческое исследование. — К. : Курчъ, 2004. — 80 с., ил. — ISBN 966-96120-6-3.
- Улицы Киева. Ретропутешествие. — Х. : Фолио, 2015. — 316 с., ил. — ISBN 978-966-03-7184-2.
- Улицы Киева. Ретропутешествие. 2-е издание, перер и доп. — Х. : Фолио, 2018. — 396 с., ил. — ISBN 978-966-03-7437-9.
- Історія приміських трамвайних ліній Києва: наукова монографія. — К. : Варто, 2018. — 224 с.  : іл. — ISBN 978-966-2321-44-9.
- Киев 1917–1920. Т. 1. Прощание с империей (март 1917 — январь 1918). — Х. : Фолио, 2019. — 461 с.  : іл. — ISBN 978-966-03-8750-8. (рос.)
- Машкевич С. В. Історія Київського міського транспорту. Кінець XIX — початок XXI ст. — Київ : Варто, 2019. — 640 с. — ISBN 978-966-2321-49-4;
- Машкевич С. В. Язык из Киева уведет. Киев : Скай Хорс, 2020. 272 с. ISBN 978-966-2536-63-8.

Публікації з теоретичної фізики
- Машкевич В. С., Машкевич С. В. Основания статистической термодинамики: индетерминистско-динамический подход (1989);
- Машкевич В. С., Машкевич С. В. Демон Максвелла, диспетчер и тепловые машины (1990);
- Машкевич С. В. Точные решения задачи многих энионов (1992);
- Машкевич С. В. Вопросы квантовой и статистической механики энионов: диссертация кандидата физ.-мат. наук: 01.04.02 (Дубна, ОИЯИ, 1993);
- Машкевич С. В. Квантовая и статистическая механика систем с дробной статистикой: диссертация доктора физ.-мат. наук: 01.04.02 (Киев, Киевский национальный ун-т им. Тараса Шевченко, 2005).

### Статті
- Громадський транспорт Києва за часів німецької окупації (1941–1943) // Етнічна історія народів Європи: зб. наук. праць. — 2010. — Вип. 33. — С. 127—135. — ISSN 2309-9356. [Архівовано 31 липня 2021 у Wayback Machine.]
- До історії автобусного сполучення у дореволюційному Києві // Вісник Київського національного університету імені Тараса Шевченка. Історія. — 2013. — № 2 (115). — С. 38–41. — ISSN 1728—2640. [Архівовано 14 травня 2015 у Wayback Machine.]
- До історії тарифів на громадський транспорт в Києві // Краєзнавство: наук. журнал. — 2012. — № 1 (78). — С. 45–54. — ISSN 2222-5250.
- Історія приміських трамвайних ліній Києва. І. Святошинський трамвай / Краєзнавство: наук. журнал. — 2014. — № 1 (86). — С. 35–44. — ISSN 2222-5250.
- Історія приміських трамвайних ліній Києва. II. Кадетська (Артилерійська) лінія // Краєзнавство: науковий журнал. — 2014. — № 2 (87). — С. 15–27. — ISSN 2222-5250.
- Історія приміських трамвайних ліній Києва. III. Деміївський трамвай // Краєзнавство: науковий журнал. — 2017. — № 1/2 (98/99). — С. 81–94. — ISSN 2222-5250.
- Історія приміських трамвайних ліній Києва. IV. Дарницький (Слобідський) трамвай // Краєзнавство: науковий журнал. — 2017. — № 3/4 (100/101). — С. 93–107. — ISSN 2222-5250.
- История киевской конки // Науковий вісник Міжнародного гуманітарного університету. Серія: Історія. Філософія. Політологія: зб. наук. праць. — Одеса: Фенікс, 2015. — Вип. 9. — С. 23–27. (рос.) [Архівовано 7 лютого 2016 у Wayback Machine.]
- История фуникулёра в Киеве // Науковий вісник Міжнародного гуманітарного університету. Серія: Історія. Філософія. Політологія: зб. наук. праць. — Одеса: Фенікс, 2014. — Вип. 8. — С. 29–33. (рос.) [Архівовано 24 березня 2016 у Wayback Machine.]
- К истории пригородных линий киевского трамвая // Збірник наукових праць міжнародної конференції «Мультинаукові дослідження як тренд розвитку сучасної науки». — Київ, 13 квітня 2013 року. — С. 100—103. (рос.)
- Киев под четырнадцатью властями. Часть 1: От Центральной Рады до гетмана // bigmir.net. — 2014. — 21 февраля. (рос.) [Архівовано 4 лютого 2014 у Archive.is]
- Киев под четырнадцатью властями. Часть 2: От Директории до большевиков. // bigmir.net. — 2014. — 21 февраля. (рос.) [Архівовано 14 травня 2015 у Wayback Machine.]
- Киевский трамвай в 1917–1921 годах // Дні науки історичного факультету — 2012 : матеріали V Міжнар. наук. конф. молодих учених, (12–13 квіт. 2012 р.) / Київ. нац. ун-т ім. Тараса Шевченка, Іст. ф-т, Наук. т-во студ. та аспірантів ; [редкол. : Б. М. Гончар та ін. ; відп. ред. І. В. Семеніст]. — К. : [б. в.], 2012. — Вип. 5, ч. 7. — С. 77–78. (рос.)
- Київський міський електротранспорт у 1930-ті роки // Етнічна історія народів Європи: зб. наук. праць. — 2015. — № 46. — C. 136—144. — ISSN 2309-9356. [Архівовано 31 липня 2021 у Wayback Machine.]
- Київський міський транспорт у другій половині XX — на початку XXI століття // Етнічна історія народів Європи: зб. наук. праць. — 2016. — № 50. — C. 111—119. — ISSN 2309-9356. [Архівовано 31 липня 2021 у Wayback Machine.]
- Київський міський транспорт у післявоєнний період (1943 — кінець 1950-х років) // Етнічна історія народів Європи: зб. наук. праць. — 2015. — № 47. — C. 68–79. — ISSN 2309-9356. [Архівовано 31 липня 2021 у Wayback Machine.]
- Київський трамвай у період першої світової війни // Етнічна історія народів Європи: зб. наук. праць. — 2014. — № 42. — C. 149—161. — ISSN 2309-9356. [Архівовано 31 липня 2021 у Wayback Machine.]
- Київський трамвай у роки кризи (1918–1921 рр.) // Етнічна історія народів Європи: зб. наук. праць. — 2014. — № 43. — C. 96–106. — ISSN 2309-9356. [Архівовано 31 липня 2021 у Wayback Machine.]
- Київський трамвай: період відновлення (1920-ті роки) // Етнічна історія народів Європи: зб. наук. праць. — 2015. — Вип. 45. — С. 76–86. — ISSN 2309-9356. [Архівовано 31 липня 2021 у Wayback Machine.]
- Київський трамвай та його пасажири в умовах німецької окупації // Сторінки воєнної історії України: зб. наук. статей. — 2012. — Вип. 15. — С. 152—161. [Архівовано 14 травня 2015 у Wayback Machine.]
- Нещасні випадки й катастрофи на київському трамваї (1891–1940) // Етнічна історія народів Європи: зб. наук. праць. — 2013. — Вип. 40. — С. 75–84. — ISSN 2309-9356.
- Перші проекти міського транспорту в Києві (друга половина ХІХ ст.) // Етнічна історія народів Європи: зб. наук. праць. — 2013. — Вип. 41. — С. 33–43. — ISSN 2309-9356. [Архівовано 31 липня 2021 у Wayback Machine.]
- Прибутковий транспорт у «смутні часи»: залізнична гілка Київ — Віта-Литовська (1916–1919 рр.) // Етнічна історія народів Європи: зб. наук. праць. — 2016. — Вип. 48. — С. 36–44. — ISSN 2309-9356. [Архівовано 31 липня 2021 у Wayback Machine.]
- Страйки на міському транспорті Києва (1901—2014) // Етнічна історія народів Європи: зб. наук. праць. — 2016. — Вип. 49. — С. 93–102. — ISSN 2309-9356. [Архівовано 31 липня 2021 у Wayback Machine.]
- Трамвай як приватне підприємство: історія Товариства Київської міської залізниці // Етнічна історія народів Європи: зб. наук. праць. — 2014. — № 44. — C. 113—123. — ISSN 2309-9356.
- Транспорт і розвиток міста: історія трамвайної лінії Київ — Пуща-Водиця // Етнічна історія народів Європи: зб. наук. праць. — 2012. — № 38. — С. 22–32. — ISSN 2309-9356. [Архівовано 31 липня 2021 у Wayback Machine.] [Архівовано 31 липня 2021 у Wayback Machine.]
- Царь и народ: вот формула нашего времени. О взглядах Н. Е. Маркова в 1930-е гг. / А. А. Иванов, С. В. Машкевич, А. С. Пученков // Новейшая история России. — 2014. — № 1. — С. 140—156. (рос.) [Архівовано 14 травня 2015 у Wayback Machine.]